# Прогон ЛГБТ+ особа у Нацистичкој Немачкој
Под влашћу национал-социјалиста у Немачкој од 1933. до 1945. године, геј мушкарци и (у мањем обиму) лезбијке су активно били прогоњени, и више хиљада њих је било заробљено у концентрационим логорима.
Почевши од 1933. године, све ЛГБТ организације су биле забрањене, уџбеници о хомосексуалности и људској сексуалности уопштено (попут књига које је издао Институт за родне студије, под управом јеврејског геј активисте Магнуса Хиршфелда), спаљени су. Гестапо је саставио спискове хомосексуалаца и геј клубови су затворени. Неки хомосексуалци су пребегли, док су се други притајили или се посветили хетеросексуалним везама како би прикрили свој идентитет. У овом периоду приближно 100.000 мушкараца је ухапшено под сумњом да су хомосексуалци, од којих је 50.000 њих званично осуђено. Већина њих је казну служила у регуларним затворима, а између 5.000 и 15.000 других је затворено у нацистичке концентрационе логоре. Водећи научник Ридигер Лаутман тврди да је стопа смртности хомосексуалаца у концентрационим логорима премашивала 60%. Хомосексуалци су у логору трпели немерљив степен окрутности својих поробљивача, попут служења као мета за вежбе гађања.. Хомосексуалци су били коришћени и као пацијенти за нацистичке медицинске експерименте, јер су научници покушавали да пронађу „лек” за хомосексуалност.
Немачка влада се 2002. године извинила ЛГБТ заједници због тога што је нацистичка влада прогонила хомосексуалце. Европски парламент је 2005. године усвојио резолуцију о холокаусту која је обухватала прогон хомосексуалаца. Широм света изграђени су споменици геј жртвама нацизма. Неколико покрета попут пројекта Тишина = Смрт повратило је симбол ружичастог троугла у знак подршке геј правима, свести о сиди и сродним питањима.

## Дефиниција хомосексуалности
Први историјски правни корак у смеру ка прогону хомосексуалаца под нацистичким режимом у Немачкој био је параграф 175 новог казненог закона који је усвојен након уједињења немачких држава у Немачко царство 1871. године. Параграф 175 гласио је: „Неприродни сексуални чин почињен између особа мушког пола или људи са животињама кажњава се затвором; губитак грађанских права такође може бити наметнут.” Закон се различито тумачио у целој нацији до пресуде у судском случају 23. априла 1880. Империјални суд правде је пресудио да кривични хомосексуални чин мора да укључује анални, орални или интеркрурални секс између два мушкарца. Све мање од тога сматрало се безазленом игром. Немачким полицијским снагама ово ново тумачење параграфа 175 било је изузетно тешко доказати на суду, јер је било тешко пронаћи сведоке ових дела. Спровођење параграфа 175 понекад је варирало, јер је, на пример, велико и дотад невиђено сузбијање хомосексуалаца покренуто након што је афера Еуленбург-Харден 1906-09. довела до хомофобне моралне панике у Немачкој. Извршење је такође варирало од покрајине до покрајине, а Пруска под вођством социјалдемократе Отоа Брауна одбијала је да спроведе параграф 175 од 1918. до 1932. године. Како су осуђујуће пресуде често морале да докажу хомосексуално понашање које се дешавало у приватности, тумачење параграфа 175 резултирало је са приближно око 500 осуђујућих пресуда годишње. Међутим, хомосексуалци су се често суочавали са другим облицима маргинализације, од верника или уцењивача, преко неформалног гоњења.
После Ноћи дугих ножева, министар правде Рајха Франц Гиртнер (који у то време није био нациста) изменио је параграф 175 због онога што је његова влада видела као рупе у закону. Верзија става 175 из 1935. године такође је прогласила да је сваки „исказ“ хомосексуалности сада кривично дело. Најзначајнија промена закона била је промена са „Нериродни сексуални чин почињен између особа мушког пола“ у „Мушкарац који почини сексуални преступ са другим мушкарцем“. Ово је проширило домет закона да прогони хомосексуалце. Пољупци, узајамна мастурбација и љубавна писма мушкараца послужили су као легитимни разлог за полицијско хапшење. Закон нигде не наводи шта је заправо сексуални преступ, остављајући га отвореним за субјективно тумачење. Мушкарци који су упражњавали оно што је било познато као безазлена забава са другим мушкарцима, сада су подлегли хапшењу према закону. Поред тога, 1935. године параграф 175 допуњен је параграфом 175а који је проширио кривична дела која се односе на хомосексуалност. Ово проширено хомосексуално понашање обухватило је и кривичну непристојност која је обухватала било какве радње које су противне „јавном моралу“ или „побудиле сексуалне жеље у себи или странцима“. Као резултат, неко би могао бити кривично гоњен под параграфом 175а због гледања у човека на „примамљив начин.“
Према новом нацистичком параграфу 175, у Либеку је јануара 1937. ухапшено 230 мушкараца. Међу ухапшенима је и познати Немац Фридрих-Паул вон Гросхајм. Служио је десет месеци у затвору, касније је поново ухапшен 1938. године и пуштен под условом да буде кастриран. Током боравка у затвору, Гросхајм је, као и многи други хомосексуалци, био подвргнут мучењу и злостављању, јер је изјавио да је „претучен до краја“ као и да су му „читава леђа (била) крвава“. Затвореници су „тучени све док им коначно нису дали имена.“ Гросхајмова значка у затвору била је означена словом А које је значило Аршфикер („упражњивач аналног секса - вулгарно“).

## Удар на хомосексуалце
Крајем фебруара 1933. године, како је ублажавајући утицај Ернста Рема, најистакнутијег хомосексуалног нацистичког званичника, ослабио, нацистичка партија је покренула чистку хомосексуалних (геј, лезбијских и бисексуалних; тада познатих као хомофилних) клубова у Берлину, забранила сексуалне публикације и забранила организоване геј групе. Као последица тога, многи су побегли из Немачке (нпр. Ерика Ман, Ричард Плант). Сам Рем је био хомосексуалац, али се приказивао као ултра-мачо „јак” тип и презирао је „меке” хомосексуалце. Странке које су се противиле Хитлеру чак су искористиле Ернста, за којег је било познато да је посећивао многе берлинске геј клубове и салоне и био члан Лиге за људска права, да би нападали Хитлера расправљајући о „Хитлеровом квир пријатељу Рему“. Клима страха завладала је хомосексуалном заједницом, са, на пример, многим лезбијкама које су се венчале како би избегле слање у концентрационе логоре који су се први пут појавили у марту 1933.
За само неколико недеља од Хитлеровог именовања за канцелара 30. јануара 1933, рације и сузбијање током целе године означили су суштину прекретнице у нацистичком прогону хомосексуалаца. У фебруару су нацистички војници почели да затварају барове и забрањују продају публикација са сексуалним садржајем. Као резултат тога, хомосексуална заједница се повукла из клубова и група које су доминирале хомосексуалном заједницом у Немачкој, чиме се брзо стало на крај живахним хомосексуалним заједницама у то време. Лично сведочење анонимног испитаника променило је политичку климу као „гром“, док су многи његови јеврејски и хомосексуални пријатељи почели да нестају док су, како се претпоставља, били у притвору. Пруска полиција покренула је серију рација ради затварања геј барова, а параграф 175 спроведен је с новим степеном строгоће и жара. Један хомосексуалац препричавао је да је редовно позиван у канцеларију Гестапа на испитивање током недеља након хапшења свог ранијег романтичног партнера. Он је, као и многи хомосексуалци у то време, морао да прекине све односе са свим својим пријатељима из хомосексуалне заједнице, коментаришући да су „живели као животиње у дивљем парку ... увек осећајући ловце“.
Ухапшени хомосексуалци коришћени су за креирање спискова осталих чланова хомосексуалне заједнице, што је водило ка друштвеном чишћењу хомосексуалне заједнице. Геј мушкарци који нису успешно емигрирали на сигурно покушали су да сакрију свој хомосексуални идентитет, а неки су били у хетеросексуалним везама и браковима са женама.
У марту 1933. године, Курт Хилер, главни организатор Института за сексуалну науку Магнуса Хиршфелда, послат је у концентрациони логор. Дана 6. маја 1933. године, нацистичка омладина извршила је организовани напад на Институт за сексуална истраживања. Неколико дана касније, 10. маја, библиотека и архив Института јавно су извучени и спаљени на улицама Опернплаца. Уништено је око 20.000 књига и часописа и 5.000 слика. Такође су заплењени опсежни спискови имена и адреса хомосексуалаца Института. Усред паљења, Јозеф Гебелс одржао је политички говор пред гомилом од око 40.000 људи.
Хитлер је у почетку штитио Рема од других елемената нацистичке партије која је сматрала да је његова хомосексуалност кршила снажну анти-хомосексуалну политику странке. Међутим, Хитлер је касније променио курс када је схватио Рема као потенцијалну претњу његовој моћи. Током Ноћи дугих ножева 1934. године, истребљивања оних које је Хитлер сматрао претњама својој моћи, убио је Рема и користио Ремову хомосексуалност као оправдање за сузбијање беса у редовима СА. Након учвршћивања своје моћи, Хитлер ће хомосексуалце укључити међу оне који су током холокауста слати у концентрационе логоре.
Хајнрих Химлер је у почетку подржавао Рема, тврдећи да су оптужбе за хомосексуалност против њега произвели Јевреји. Али након чистке, Хитлер је подигао Химлеров статус и он је постао веома активан у сузбијању хомосексуалности. Узвикнуо је: „Морамо истребити ове људе до корена... хомосексуалац мора бити елиминисан.“
Убрзо након истребљења 1934. године, успостављено је посебно одељење Гестапоа за састављање спискова хомосексуалаца. Године 1936. Химлер је створио Централну канцеларију за борбу против хомосексуалности и побачаја.
Нацистичка Немачка је сматрала да су немачки хомосексуалци против плана стварања „надрасе“ и настојала је да их натера на сексуално и социјално прилагођавање. Геј мушкарци који нису желели да се промене или се претварају да мењају своју сексуалну оријентацију послати су у концентрационе логоре у оквиру кампање „Истребљење радом“.
На мети је било више од милион геј Немаца, од којих је најмање 100.000 ухапшено, а 50.000 је издржавало затворске казне као „осуђени хомосексуалци“. Стотине европских хомосексуалаца који су живели под нацистичком окупацијом кастрирани су по налогу суда.
Неки од прогоњених према овим законима не би се идентификовали као хомосексуалци. Такви „анти-хомосексуални“ закони били су широко распрострањени у западном свету све до 1960-их и 1970-их, па се многи хомосексуалци нису осећали сигурно да искажу своје приче све до 1970-их када су укинути многи такозвани „закони о содомији“.
Из различитих разлога, лезбијке нису биле широко прогоњене у нацистичком периоду. Међутим, постоји низ забележених случајева лезбијки затворених у концентрационим логорима.

## Концентрациони логори
Иако нису сви хомосексуални мушкарци у Немачкој слати у концентрационе логоре, за оне који јесу, искуство је било нарочито брутално и често фатално. Хомосексуалци су сматрани најнижима у хијерархији концентрационих логора. Процене се веома разликују у погледу броја хомосексуалаца затворених у концентрационим логорима током Холокауста, у распону од 5.000 до 15.000, а процењује се да је 55% њих умрло. Поред тога, подаци о конкретним разлозима интернирања не постоје у многим областима, што отежава прецизно утврђивање броја тачно колико је хомосексуалаца страдало у логорима смрти. Хомосексуалци су често класификовани као „асоцијални“ када су послати у концентрационе логоре, што отежава процену броја хомосексуалаца у концентрационим логорима. „Асоцијални“ су били врло широка правна категорија у нацистичкој Немачкој која се састојала од људи који се „стиде рада“ (тј. лењи), наркомана, бескућника, алкохоличара, ситних криминалаца и људи који су били само ексцентрични или неконформистички, и власти су хомосексуалце често класификовале као „асоцијалне“ као начин показивања „девијантне“ природе „асоцијалних особа“ уопште.
Пеукерт је објаснио како су власти хомосексуалност повезивале са „асоцијалношћу“, показујући да се кампања против хомосексуалаца не може сматрати изолованом, и да је треба посматрати као део ширег пројекта „прочишћења“ народне заједнице од свих генетски „неподобних” елемената. Лезбијке које су слате у концентрационе логоре увек су класификоване као „асоцијалне особе“, и као такве лезбијске затворенице носиле су црни троугао додељен „асоцијалним особама“ уместо ружичастих троуглова датих мушким хомосексуалцима. Параграф 175 покривао је само мушку хомосексуалност, па су власти увек лезбијке слале у концентрационе логоре као асоцијалне групе, што је била толико широка категорија да је властима омогућавало да у концентрационе логоре шаљу било кога чији животни стил не одобравају.
За разлику од Јевреја и Рома, нацисти нису имали намеру да истребе хомосексуалце, већ да их „преваспитају“, због чега су добили теже и опасније послове од других затвореника нејевреја. Један од метода „преваспитавања“ било је њихово слање у логорску јавну кућу, где су лезбијке често биле приморане да „раде“ као проститутке . Рудолф Хес, командант Захсенхаузена, а касније и Аушвица, написао је у својим мемоарима да су хомосексуалци одвојени од других затвореника како би се спријечило ширење хомосексуализма међу осталим затвореницима и стражарима и да им је наметнуо такав режим да је мало њих преживело.
Геј мушкарци су били изложени необично окрутном поступању у концентрационим логорима, суочавајући се са мучењима у распону од силовања до кувања њихових тестиса у врелој води. Преживели Пјер Сел је изјавио: „Нацисти су ми забили 25 центиметара дуго дрво у анални отвор”. Суочили су се са прогоном не само немачких војника, већ и затвореника, а многи хомосексуалци су претучени до смрти. Поред тога, хомосексуалци у логорима за присилни рад рутински су добијали више исцрпљујућих и опаснијих радних задатака од осталих нејеврејских затвореника, у складу са политиком „Истребљења радом“. На пример, додељивани су им најопаснији задаци у подземној фабрици ракета Дора-Мителбау и каменоломима у Флосенбургу и Бухенвалду. СС војници су такође знали да користе хомосексуалце за вежбање мета, усмеравајући оружје у ружичасте троуглове које су њихови људски циљеви били приморани да носе, у логорима попут концентрационог логора Захсенхаузен. Хомосексуалци су неселективно убијани док су на стрелишту стварали вештачке мете од хумки од земље и глине, јер су стражари често гађали хомосексуалце уместо самих мета стрелишта. Примећује се да су хомосексуалци у нацистичком режиму били мета „на начин до тад невиђен у било којој цивилизованој држави на свету“.
У лето 1940. Химлер је наредио да се хомосексуалци одмах по одслужењу затворске казне шаљу у логоре, а ова "превентивна казна" могла би да се скрати ако би особа пристала на кастрацију. Од 1942. године кастрација се могла вршити по налогу суда или команданта логора. Као и други геј затвореници, били су жртве медицинских експеримената који су тражили „лек“ за хомосексуалност.
Оштро поступање може се приписати погледу СС-ових стражара на хомосексуалце, као и хомофобним ставовима присутним у немачком друштву уопште. Поред тога, хомосексуалци у концентрационим логорима нису имали способност да практикују групну солидарност, која је помагала другим групама попут политичких затвореника, због њиховог морала. Пеукерт је написао да су кампању за сузбијање хомосексуалности заједно са кампањом против „асоцијалних“ одобрили „широки делови становништва, укључујући многе који су критиковали притварање и мучење политичких противника режима“. Маргинализација хомосексуалаца у Немачкој огледала се и у логорима. Многи су умрли од премлаћивања, а неке од повреда нанели су им други затвореници. Искуства попут ових могу објаснити високу стопу смртности хомосексуалаца у камповима у поређењу са другим „асоцијалним“ групама. Студија Ридигера Лаутмана открила је да је 60% хомосексуалаца у концентрационим логорима умрло, у поређењу са 41% за политичке затворенике и 35% за Јеховине сведоке. Студија такође показује да су стопе преживљавања хомосексуалних мушкараца биле нешто веће код интернираних из средње и више класе, као и код ожењених бисексуалних мушкараца и оних са децом.

## После рата
Хомосексуалци затвореници концентрационих логора нису признати као жртве нацистичког прогона ни у једној послератној немачкој држави. Поред тога, ниједна држава није садржала евиденцију ЛГБТ+ жртава холокауста. Репарације и државне пензије доступне другим групама одбијене су за хомосексуалце који су и даље били класификовани као криминалци - верзија 175 параграфа из 1935. године остала је на снази у Западној Немачкој до 1969, када је Бундестаг изгласао повратак на верзију пре 1935. године. Немачки историчар Детлев Пеукерт написао је да „ниједан хомосексуалац није добио репарацију после 1945. године“, а само је храбра „неколицина“ чак и покушала, јер је параграф 175 из 1935. године остао на снази све до 1969. године, и то упркос начину на који су преживели хомосексуалци претрпели „дубоко нарушавање живота”, те да су у послератној Немачкој остали изопштени.
Пеукерт је искористио чињеницу да је нацистичка верзија параграфа 175 остала у статутима све до 1969. године, јер је то био „здрав закон”, како га је канцелар Аденауер назвао 1962. године, и потпуно одбијање немачке државе да исплати одштету преживелим хомосексуалцима да би тврдио да Нацистичка Немачка није била нека „застрашујућа аберација“ у односу на норме Запада, а нацистичку кампању против хомосексуалаца требало би сматрати делом шире хомофобичне кампање широм света. Током 1960. године, Ханс Цаунер, градоначелник Дахауа, рекао је британском новинару Леву Гарднеру, пишући за The Sunday Express, да је нацистичка кампања против хомосексуалаца и „асоцијалаца“ била оправдана, рекавши: „Морате да се сетите да је много криминалаца и хомосексуалаца било у Дахауу. Да ли желите споменик за такве људе? ". Од  12. маја 1969. године, када је најпопуларнији немачки часопис Шпигел објавио чланак рекавши да је „скандалозно“ да је верзија параграфа 175 из 1935. године још увек на снази и позивајући на потпуно укидање параграфа 175, изазвало је много контроверзи. Од 1981. године откривено је да су многе западнонемачке полицијске снаге и даље водиле спискове познатих хомосексуалаца који су били значајно укључени у категорију „асоцијални припадници“. Параграф 175 укинут је тек 1994. године, иако су и Источна и Западна Немачка либерализовале своје законе против хомосексуалности одраслих крајем 1960-их. Међутим, у Источној Немачкој нацистичке измене закона делимично су укинуте 1950. године, док је хомосексуални чин одраслих легализован 1968. године.
Геј мушкарци који су преживели Холокауст могли би бити поново затворени због „поновљених кривичних дела“ и задржани су на модерним списковима „сексуалних преступника“. Под савезничком војном владом Немачке, хомосексуалци који су били у концентрационим камповима или затворима су били присиљени да издржавају остатак својих казни.
Нацистичка анти-хомосексуална политика и њихово уништавање раног покрета за геј права углавном се нису сматрали погодном темом за историчаре и просветне раднике Холокауста. Тек 1970-их и 1980-их дошло је до општег истраживања теме, а преживели холокауста написали су своје мемоаре, представе попут Бента, а објављено је више историјских истраживања и документарних филмова о хомофобији нациста и њиховом уништавању немачког покрета за права ЛГБТ особа.